# Andreas Karabaczek
Andreas Karabaczek (* 4. Dezember 1954 in Wien; † 11. September 2018) war ein österreichischer Diplomat; er war von 2012 bis 2016 der österreichische Botschafter in Indonesien. Danach leitete er das Österreichische Kulturinstitut in Kiew.

## Leben
Andreas Karabaczek stammte aus einer Lehrerfamilie und wuchs mit seinen beiden Brüdern in Istanbul auf. Er studierte Volkswirtschaft und Rechtswissenschaft an der Universität Wien. Sein Studium schloss er mit einem Doctor iuris ab. Er war verheiratet und hatte drei Kinder.

## Diplomatischer Werdegang
Seit 1983 war er für das österreichische Außenministerium (bis 2007 BMaA, bis Februar 2014 BMeiA, seit März 2014 BMEIA) tätig. Von 1984 bis 1985 war er Attaché an der österreichischen Botschaft in Rumänien, danach bis 1987 1. Sekretär für Kultur und Presse an der österreichischen Botschaft in der Türkei. Botschaftsrat (Erstzugeteilter) war er im Anschluss für vier Jahre an der österreichischen Botschaft in Indonesien. Von 1991 bis 1996 war er für die Abteilung für Mittel- und Osteuropa im Wiener Außenministerium tätig, von 1996 bis 1999 war er Leiter des Österreichischen Kulturinstituts in Teheran und dort Erstzugeteilter der Botschaft.
Von 1999 bis 2004 war er Referatsleiter für UNESCO-Angelegenheiten. In der Österreichischen UNESCO-Kommission war er ab Oktober 2001 Vertreter der Ministerialrätin Frieda Luggauer-Gollner. Beim Entwurf der UNESCO-Konvention zum Schutz der Vielfalt kultureller Inhalte und künstlerischer Ausdrucksformen war Andreas Karabaczek Mitglied der österreichischen Delegation bei Konsultationen.
Seinen ersten Botschaftsposten hatte Andreas Karabaczek von 2005 bis 2011 als österreichischer Botschafter in Maskat, zuständig für Oman und den Jemen. Aus Sparmaßnahmen des österreichischen Außenministeriums wurde die Botschaft geschlossen, so dass es dort keinen Nachfolger gibt. Seit dem 14. Februar 2012 war er als Nachfolger von Klaus Wölfer Botschafter in Jakarta mit Zuständigkeit für Indonesien, Singapur (dortige Akkreditierung am 29. März 2012) und Osttimor (Timor-Leste). Er war ebenfalls Botschafter beim Verband Südostasiatischer Nationen (ASEAN). Im September 2016 verließ er diesen Posten und wechselte als Leiter des Österreichischen Kulturinstituts nach Kiew. Seine Nachfolgerin in Jakarta wurde Helene Steinhäusl.